# Bertholdia albipuncta
Bertholdia albipuncta là một loài bướm đêm thuộc phân họ Arctiinae, họ Erebidae.